# Houtteville
Houtteville és un municipi francès situat al departament de la Manche i a la regió de Normandia. L'any 2007 tenia 93 habitants.

## Demografia

### Població
El 2007 la població de fet de Houtteville era de 93 persones. Hi havia 36 famílies de les quals 12 eren unipersonals (12 homes vivint sols), 4 parelles sense fills, 16 parelles amb fills i 4 famílies monoparentals amb fills.
La població ha evolucionat segons el següent gràfic:
Habitants censats

### Habitatges
El 2007 hi havia 44 habitatges, 35 eren l'habitatge principal de la família, 4 eren segones residències i 4 estaven desocupats. Tots els 44 habitatges eren cases. Dels 35 habitatges principals, 30 estaven ocupats pels seus propietaris i 6 estaven llogats i ocupats pels llogaters; 3 tenien dues cambres, 7 en tenien tres, 5 en tenien quatre i 21 en tenien cinc o més. 28 habitatges disposaven pel capbaix d'una plaça de pàrquing. A 14 habitatges hi havia un automòbil i a 15 n'hi havia dos o més.

### Piràmide de població
La piràmide de població per edats i sexe el 2009 era:
| Homes | Edats   | Dones |
| ----- | ------- | ----- |
| 0     | 95 o +  | 0     |
| 0     | 90 a 94 | 0     |
| 0     | 85 a 89 | 0     |
| 0     | 80 a 84 | 0     |
| 0     | 75 a 79 | 0     |
| 4     | 70 a 74 | 4     |
| 4     | 65 a 69 | 4     |
| 4     | 60 a 64 | 0     |
| 4     | 55 a 59 | 8     |
| 4     | 50 a 54 | 4     |
| 0     | 45 a 49 | 0     |
| 0     | 40 a 44 | 0     |
| 4     | 35 a 39 | 4     |
| 0     | 30 a 34 | 0     |
| 4     | 25 a 29 | 4     |
| 0     | 20 a 24 | 0     |
| 0     | 15 a 19 | 4     |
| 4     | 10 a 14 | 0     |
| 0     | 5 a 9   | 4     |
| 4     | 0 a 4   | 0     |

## Economia
El 2007 la població en edat de treballar era de 53 persones, 32 eren actives i 21 eren inactives. De les 32 persones actives 28 estaven ocupades (18 homes i 10 dones) i 4 estaven aturades (1 home i 3 dones). De les 21 persones inactives 8 estaven jubilades, 7 estaven estudiant i 6 estaven classificades com a «altres inactius».
Activitats econòmiques
Dels 2 establiments que hi havia el 2007, 1 era d'una empresa extractiva i 1 d'una empresa de construcció.
L'any 2000 a Houtteville hi havia 10 explotacions agrícoles que ocupaven un total de 303 hectàrees.

## Poblacions més properes
El següent diagrama mostra les poblacions més properes.